# میشل لی
میشل لی (انگلیسی: Michele Lee؛ زادهٔ ۲۴ ژوئن ۱۹۴۲) یک هنرپیشه، و خواننده اهل ایالات متحده آمریکا است.

## بخشی از فیلمشناسی
- کمدین (۱۹۶۹)
- پیروزی سیاه (۱۹۷۶)
- نامه‌ای به سه همسر (۱۹۸۵)
- و سپس پولی آمد (۲۰۰۴)
- ویل و گریس (۲۰۰۵)
- مرد خانواده (۲۰۱۰)